# Bliecos
Bliecos es un municipio y localidad española de la provincia de Soria, en la comunidad autónoma de Castilla y León. El término, ubicado en la comarca de Campo de Gómara, tiene una población de 26 habitantes (INE 2024).

## Geografía

Término municipal de Bliecos.

Tiene un área de 16,48 km². Por el término municipal nace el río Nágima. Pertenece al partido judicial de Soria.
El término de Bliecos supone frontera entre la cuenca del río Duero y la del río Ebro. En su término municipal nace el río Nágima, afluente del Jalón, que a su vez desemboca en el río Ebro, ya en tierras aragonesas.
En el municipio se encuentra el Lugar de Interés Comunitario conocido como Quejigares de Gómara-Nájima, que forma parte de la Red Natura 2000 y ocupa 450 hectáreas, el 27 % del término.
Su monte se compone de encinas y se pueden avistar corzos.

## Historia
A la caída del Antiguo Régimen la localidad se constituye en municipio constitucional en la región de Castilla la Vieja, partido de Soria que en el censo de 1842 contaba con 41 hogares y 165 vecinos. La localidad aparece descrita en el cuarto volumen del Diccionario geográfico-estadístico-histórico de España y sus posesiones de Ultramar de Pascual Madoz de la siguiente manera:

BLIECOS: ald. con ayunt. de la prov. y part. jud. de Soria (6 leg.), aud. terr. y c. g. de Burgos (29), dióc. de Osma (11): sit. en una hondonada, y combatida de los vientos N. y O. su clima es frio, y las enfermedades mas comunes tercianas y cuartanas: tiene 30 casas, la de ayunt., una bastante capaz y con mas comodidades, que perteneció al monast. de Ntra. Sra. de Huerta, una escuela de instruccion primaria á la que asisten 12 alumnos, servida por un maestro dotado con 5 fan. de trigo común, y una igl. parr. (San Millan) en la que antes de la esclaustracion servían el culto los monjes del indicado monast., y en la actualidad lo hace un ecónomo nombrado por el ordinario; confina el térm. N. Nomparedes; E. Seron; S. Velilla, y O. Nolay; dentro de él hay varias fuentes de saludables aguas, una ermita (Ntra. Sra. de la Cabeza), un bonito paseo con arbolado y dos bosques, uno de roble y otro de encina, los cuales surten al vec. de combustible: el terreno es escabroso y de mala calidad, le fertiliza en parte el r. Nagima que nace dentro de la jurisd.; atraviesan diferentes caminos para los pueblos limítrofes, todos de herradura y en mediano estado; el correo se recibe una vez á la semana, de la adm. de Almazan, por medio de un cartero. prod.: trigo comun, cebada, avena, judias, cáñamo y lino; cria ganado lanar y vacuno, y poco mular y caballar, hay caza de perdices, conejos y liebres, y en el r. abundan los cangrejos. ind.: dos molinos harineros que muelen de represa con las aguas del Nagima. pobl.: 41 vec., 165 alm. cap. imp.: 32,171 rs. 28 mrs.: el presupuesto municipal asciende á 400 rs., y se cubre con los fondos de propios y arbitrios.
(Madoz, 1846, p. 360)

## Geografía humana

### Demografía
Cuenta con una población de 26 habitantes (INE 2024).
| Gráfica de evolución demográfica de Bliecos entre 1842 y 2021                                                         |
| |
| Población de derecho según los censos de población del INE. Población de hecho según los censos de población del INE. |

### Economía
Su economía se basa en el cultivo de secano de trigo, cebada y girasol. Existen pequeños huertos de explotación familiar. También se da la ganadería lanar.

## Patrimonio

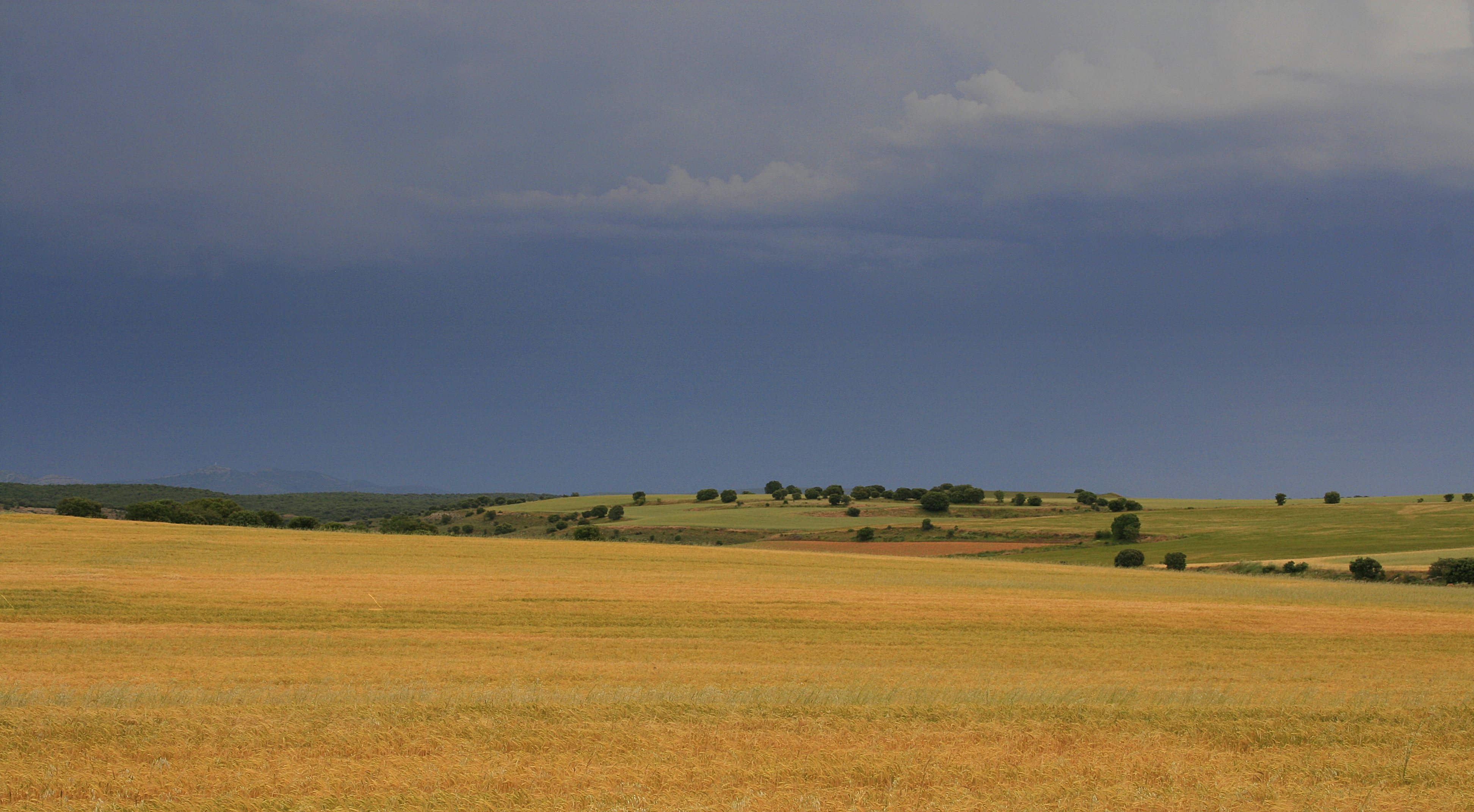
Paisaje en las proximidades de Bliecos

- Iglesia de San Millán, con carpintería mudéjar.
- Ermita de la Virgen de la Cabeza, destaca su ermita de la Virgen de la Cabeza, patrona poco común en estas latitudes y más propia del Sur de España siendo originaria de Andújar. En la ermita se celebra una famosa romería en toda la comarca.
- Torre de los Moros, junto al despoblado de Torre de Serón, atalaya de la época musulmana.
- Monasterio de Nuestra Señora de Huerta y un antiguo monasterio restaurado recientemente por el padre Florentino García. La iglesia de San Millán posee carpintería mudéjar.